# Óblast autónomo del Alto Karabaj
El Óblast Autónomo del Alto Karabaj (o Nagorno Karabaj, en armenio: Լեռնային Ղարաբաղի Ինքնավար Մարզ) fue un óblast autónomo de la Unión Soviética, creado en un enclave dentro de las fronteras de la RSS de Azerbaiyán el 7 de julio de 1923. Según Karl R. DeRouen, fue creado en forma de enclave para que una estrecha franja de territorio lo separara de la Armenia propiamente dicha. Según Audrey L. Altstadt, las fronteras del óblast se trazaron para que incluyeran los pueblos armenios y excluyeran tanto como fuera posible los pueblos azerbaiyanos. El territorio resultante era de mayoría armenia.

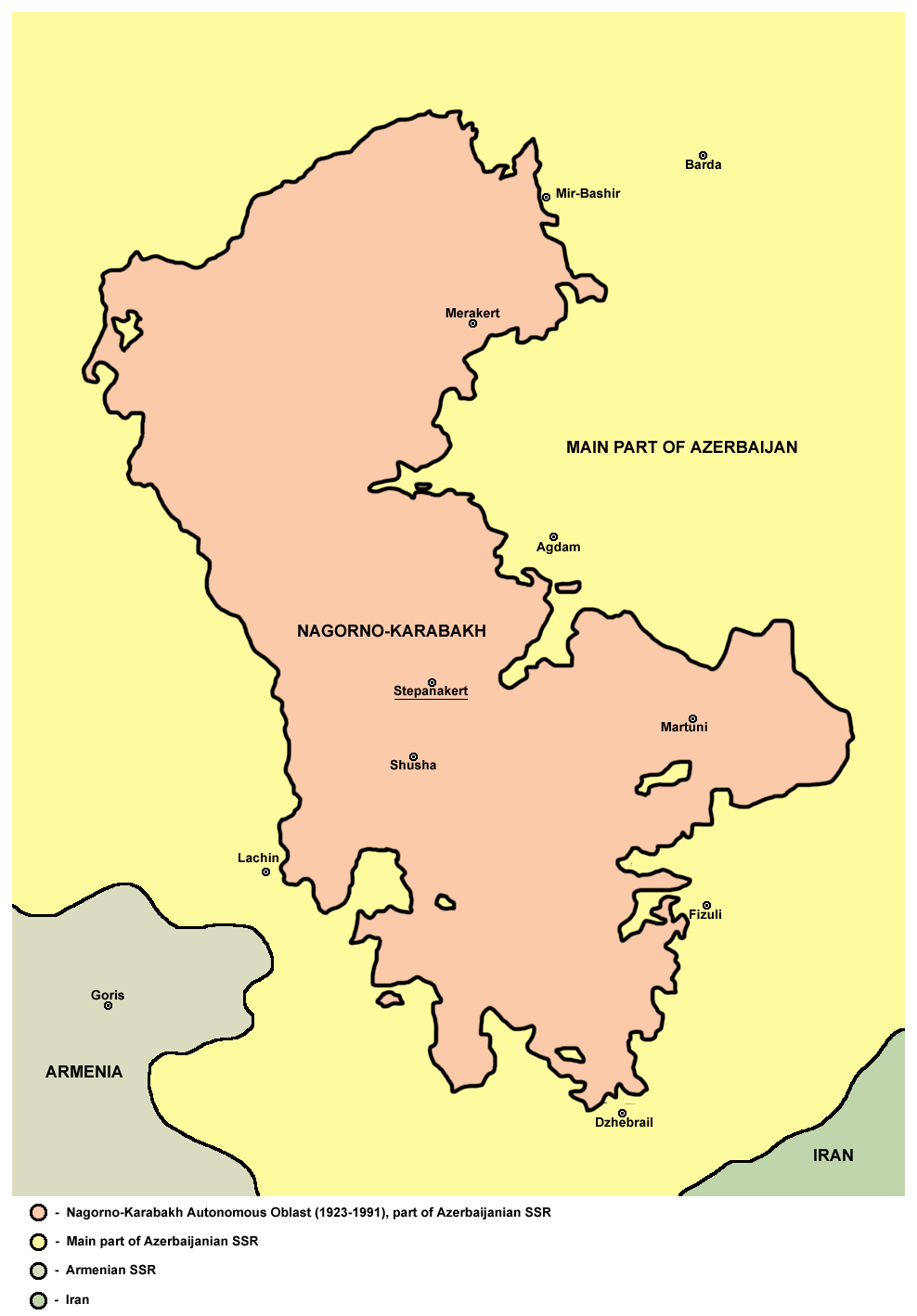
Principales ciudades del óblast

A fines de 1991, el conflicto entre las Repúblicas Socialistas Soviéticas de Armenia y Azerbaiyán, que había comenzado en 1987, se convirtió en una auténtica guerra. El 26 de noviembre de 1991, el Parlamento de la RSS de Azerbaiyán abolió la autonomía del óblast y dividió la región entre los distritos vecinos de Joyavend, Tartar, Goranboy, Shusha y Kalbayar Como respuesta, la mayoría armenia de la población declaró su independencia unilateralmente, estableciendo con ello la República de Artsaj. Como resultado de la guerra, la mayor parte del territorio del Óblast Autónomo del Alto Karabaj estuvo bajo su control. Con la disolución de la Unión Soviética, el Consejo de Seguridad de Naciones Unidas reafirmó que Nagorno Karabaj es parte de la nueva República de Azerbaiyán. [cita requerida] La República de Artsaj no fue reconocida por ningún Estado miembro de la ONU ni organización internacional.

## Divisiones administrativas
El óblast autónomo estaba subdividido en 5 raiones (distrito):
- Raión de Aghdara
- Raión de Khocavend
- Raión de Shusha
- Raión de Askeran
- Raión de Khojali

## En la actualidad
El territorio del óblast en su totalidad forma parte de Azerbaiyán desde 2023.
La región Óblast autónomo del Alto Karabaj - Azerbaiyán de está dividía en los siguientes distritos
- Joyavend
- Tartar
- Goranboy
- Shusha
- Kalbayar